# الأصولية في إيران
تشمل الأصولية في إيران تاريخ الصحوة الإسلامية وبروز الفكر الإسلامي السياسي في إيران الحديثة. فرعان أساسيان للإسلام في إيران حديث وتقليدي  يبدو أن الأصولية الحديثة في إيران استلهمت من التيارات الغربية المعاكسة للشعبوية والفاشية واللاسلطوية واليعقوبية والماركسية.

## تعريف
«الأصولية هي الإيمان بسلطة دينية شاملة والدعوة لإنفاذ وفرض هذه السلطة بشكل قانوني. في كثير من الأحيان، يرغب الأصوليين في خوض معاركهم بتلقائية في سبيل وحسب ما يؤمنون به. يشكل الأصوليون جزءًا واحدًا فقط من أتباع أي دين، والذين يشاركون عادةً تفسيرات ومعتقدات وقيم قوية ومختلفة.» 

هناك بعض الاختلافات الرئيسية بين الأصولية المسيحية وما يسمى الأصولية الإسلامية. وفقًا لبرنارد لويس: 
«حسب المنظور الغربي تشير [الصحوة والأصولية] إلى نوع من التأثر الديني وغلبة المشاعر؛ وليس فكريًا، وربما حتى معاديًا للفكر؛ غير سياسي وحتى مناهض للسياسة. الأصوليون ضد البيرالية وانتقاد الكتاب المقدس ويؤيدون العودة إلى الأصول - أي إلى النصوص الإلهية المعصومة من النصوص المقدسة. بالنسبة لمن يسمون بالأصوليين المسلمين، فهذه التحديات عند العالم الغربي تبدو بعيدة التحقق عندهم. لا تزال سلطة القرآن وعصمة القرآن من العقائد المركزية للإيمان. . . على عكس المسيحيين الذين يحملون الاسم نفسه، فإن الأصوليين الإسلاميين لا يتجاهلون بل على العكس يتمسكون بالكثير من إجتهادات علماء الأمة، في كل من الجوانب الغيبية والقانونية».
عادة ما يصف الأصوليون والمحافظون الإيرانيون أنفسهم بأنهم «مبدئيون» أي التعامل السياسي وفق المبادئ الإسلامية والثورية. 

## ظهور
يُعزى ميلاد الإسلام الأصولي في إيران إلى أوائل القرن العشرين، أي بعد قرن تقريبًا من توغل العلمانية والفنون والعلوم المرتبطة بها في إيران.كان الشيخ فضل الله نوري ونافاب صفوي من بين رواد الأصولية الدينية في إيران ويعدان اليوم أبطالا ونماذج يحتذى بها في الجمهورية الإسلامية.

آيات. الخميني قاد الثورة الإسلامية. كانت الخطوة الأولى لتأسيس دستور يقوم على القواعد الإسلامية (انظر: الإسلام السياسي)

كانت إيران الدولة الأولى خلال حقبة ما بعد الحرب العالمية الثانية التي كان فيها الإسلام السياسي الصوت الحاشد لثورة ناجحة، تليها دولة جديدة تعتمد الإسلام السياسي رسميًا كإيديولوجيتة حاكمة. تخلى التحالف الكبير الذي الذي قاد إلى ثورة 1979 عن سياسة الهدوء التقليدية لرجال الدين، متبنين تفسيراً أيديولوجياً متنوعاً منبتقا من الإسلام. تنوعت الخطابات الإسلامية الثلاثة الأولى من الخمينية وأيديولوجية اليسار الإسلامي لعلي شريعتي، والإسلام الديمقراطي الليبرالي لمهدي بازركان. أما الخطاب الرابع فكان عبارة عن حرب العصابات، أما الخطاب الخامس فالدعوة لدستور علماني ذو طابع اشتراكي وقومي.
دافع حسن رحيبور أزغدي عن انبثاق الأصولية الإسلامية في إيران قائلا
«يجب توضيح أنه في حالة وجود الأصولية أو الإرهاب، فإنهما رد فعل على النزعة العسكرية الاستعمارية للغرب في العالم الإسلامي، منذ القرن الثامن عشر وحتى اليوم. احتلت الجيوش الأوروبية كل أمريكا الشمالية والجنوبية وأفريقيا في القرنين السابع عشر والثامن عشر والتاسع عشر، وقسمتهم فيما بينهم. ثم جاءوا إلى العالم الإسلامي في شمال إفريقيا وآسيا والشرق الأوسط. من الطبيعي أن يقاوم المسلمون وفقًا لواجبهم الديني تمامًا كما يدافع المرء عن بيته المحتل. لماذا نطلق على المقاومة» إرهاب«؟ عندما مرغ هتلر والفاشيون أوروبا في الدم والغبار - هل سيُطلق على أجدادك لقب إرهابيين إذ هم قاوموا الظلم؟» 
في مايو 2005، عرّف علي خامنئي المبدأ الإصلاحي (أصلجاراي إصلاح-طلبانة) لدولته الإسلامية في مواجهة العداء ضدها من دول الغرب:
«مع الالتزام بمبادئنا الأساسية والحفاظ عليها، يجب أن نحاول باستمرار تصحيح أساليبنا وتحسينها. هذا هو معنى الإصلاح الحقيقي. لكن المسؤولين الأمريكيين يعرّفون الإصلاحية بأنها معارضة للإسلام والنظام الإسلامي». 

## وجهات النظر

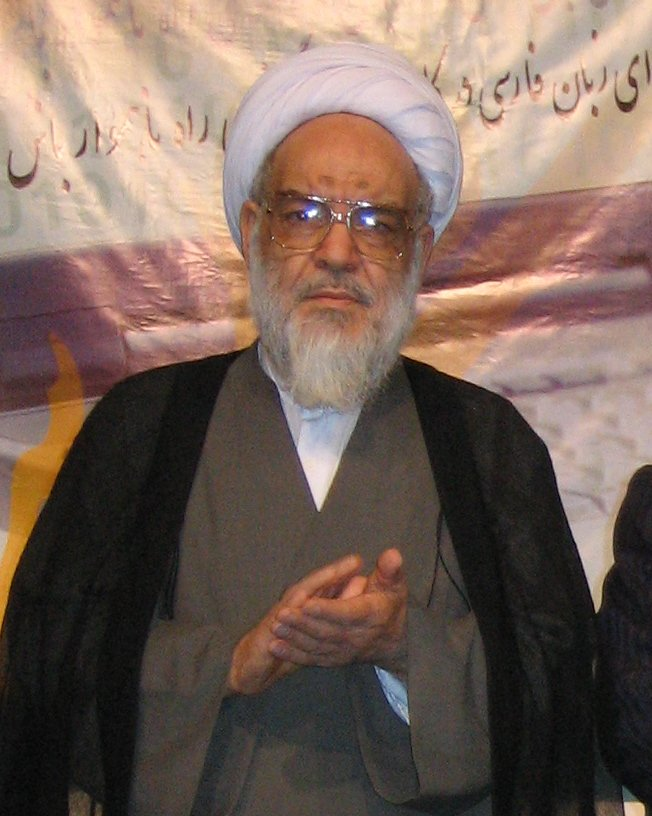
في عام 2006 ، عُين رجل دين بدون تعليم جامعي كرئيس لجامعة.

هناك الكثير مما هو فريد من نوعه حول الأصولية الإيرانية، لكن مع ذلك يجب أن يُنظر إليه على أنه أحد نهضات الديانة الإبراهيمية في القرن العشرين. كما حدث خلال الثورة الدستورية الفارسية منذ ما يقرب من قرن من الزمان. كان مفهوم العدالة في قلب المناقشات الأيديولوجية بين أتباع الاتجاهات الإسلامية الثلاثة أثناء الثورة وبعدها. التزم المحافظون (الأصوليون) بالمفهوم التقليدي للعدالة الإسلامية، وهو مفهوم يشبه إلى حد كبير الفكرة الأرسطية للعدالة، والذي ينص على أنه «يجب معاملة المتساوين على حد سواء، ولكن بشكل غير متكافئ مع اختلافاتهم وكل ذلك بحيادية». من ناحية أخرى، أعطى الأصوليون الجدد تفسيرًا مسيانيًا للمفهوم، وهو تفسير وعد بالتوزيع المتكافئ للموارد المجتمعية للجميع - بما في ذلك «غير المتكافئين». وأخيراً، فهم أصحاب التوجه الليبرالي مفهوم العدالة من منظور الشعار الثوري الفرنسي، أي المساواة بين الجميع أمام القانون.
بينما كان الأصوليون (المحافظون) بشكل عام مرتابين من الأفكار الحديثة ومقاومين لأنماط الحياة الحديثة في وقت الثورة الإيرانية، كان الراديكاليون الإسلاميون (المحافظون الجدد) متقبلين للعديد من جوانب الحداثة ومستعدين للتعاون مع المثقفين العلمانيين والناشطين السياسيين. . 
العديد ممن يسمون بالأصوليين الجدد (الأصوليين الجدد)، مثل الأصوليين المسيحيين، يستخرجون آية من الكتاب المقدس ويعطونها معنى مخالفًا تمامًا لتفسيرها التقليدي. أيضًا، حتى أثناء إدانتها للحداثة باعتبارها «الشيطان الأكبر»، يقبل العديد من الأصوليين أسسها، وخاصة العلم والتكنولوجيا. بالنسبة إلى التقليديين، هناك جمال في الطبيعة يجب الحفاظ عليه والجمال في كل جانب من جوانب الحياة التقليدية، من ترتيل القرآن إلى صنع الحرفيين. حتى أن العديد من الأصوليين يبررون على أساس قرآني هيمنة الإنسان المعاصر وتدمير الطبيعة من خلال تنزيل الأمر القاضي «بالسيطرة على الأرض» - مخطئين تمامًا في فهم الفكرة الأساسية للخلافة: أي أن الإنسان يتوقع أن يكون الخادم الكامل لله.  مثال على مشكلة بيئية هو الاكتظاظ السكاني للأرض. سياسة الأسرة للأصوليين الجدد هي زيادة السكان بشكل كبير. يمكن فهم دعوة الرئيس الإيراني محمود أحمدي نجاد لزيادة عدد سكان إيران من 70 إلى 120 مليون نسمة مثال على ذلك.
بعد انتصار الثورة في فبراير 1979، والتصفية اللاحقة للجماعات الليبرالية واليسارية العلمانية، أصبح معسكران أيديولوجيان رئيسيان مهيمنين في السياسة الإيرانية، «المحافظون» (الأصوليون) و «الراديكاليون» (الأصوليون الجدد). يرى الراديكاليين اعتبار الخميني على أساس أنه ثائر بدلاً من توليه لمنصب الفقيه الأعلى (ولي الفقيه) أو رؤيته الثيوقراطية لـ «الحكومة الإسلامية».

## تصدير الثورة والدبلوماسية الإسلامية
عند قيام الجمهورية الإسلامية، اختلف الفصيلان (المحافظون والراديكاليون) في السياسة الخارجية والقضايا الثقافية. عارض الراديكاليون (المحافظون الجدد) بشدة أي تقارب مع الولايات المتحدة، وبدرجة أقل مع الدول الغربية الأخرى، بينما كانوا يسعون لتوسيع علاقات إيران مع الدول لاشتراكية. ودعوا إلى دعم نشيط للحركات الإسلامية وحركات التحرر، ما يسمى «تصدير الثورة»، في جميع أنحاء العالم. فضل المحافظون اتباع نهج أكثر حذرًا في السياسة الخارجية، يتمثل في تطبيع العلاقات الاقتصادية الإيرانية مع بقية العالم، طالما يمكن كبح التأثير السياسي والثقافي لدول الغرب على البلاد.
وفقًا للباحث الإيراني إحسان ناراغي، فإن الموقف المعادي للغرب بين الإسلاميين الإيرانيين له جذوره ماركسية وشيوعية وليس الإسلام. كان لإيران والغرب علاقات جيدة واحترام متبادل بعد العصر الصفوي. ومع ذلك، مع ظهور الشيوعية في إيران، تبنى بعض المتطرفين المواقف المعادية للغرب. حسب ناراغي فالموقف المعادي للغرب في أجزاء أخرى من العالم الإسلامي له أسباب مختلفة عن تلك الموجودة في إيران.
بعد انتهاء الحرب الإيرانية العراقية في عام 1988 وموت آية الله الخميني سعى البراغماتيون، بقيادة ( أكبر هاشمي رفسنجاني) إلى تطبيع علاقات إيران مع الدول، لا سيما دول الجوار، من خلال الحد من الطموح الزائد ل «تصدير الثورة الإسلامية» إلى بلاد المسلمين الأخرى.  بعد فوز محمود أحمدي نجاد في انتخابات 2005 وهزيمة البراغماتيين / الإصلاحيين (بقيادة محمد خاتمي)، المحافظون الجدد الذين سيطروا بشكل كامل على كل من البرلمان والحكومة لأول مرة منذ الثورة الإيرانية، أعادو احياء فكرة تصدير الثورة.
منذ الثورة الإيرانية، اتبعت جمهورية إيران الإسلامية الجديدة سياسة خارجية أيديولوجية إسلامية تضمنت خلق تنظيم حزب الله، ودعم حركة المقاومة الإسلامية حماس،  معادة إسرائيل والقادة الصهاينة، ومساعدة الأحزاب السياسية الشيعية في العراق.  أكدت حماس في عام 2008 أنه منذ انسحاب إسرائيل من قطاع غزة في عام 2005 أرسلت مقاتليها إلى إيران للتدريب على التكتيكات الميدانية وتكنولوجيا الأسلحة. في مقابلة عام 2007، قال نائب الأمين العام لحزب الله نعيم قاسم لمحطة الكوثر التلفزيونية الإيرانية الناطقة بالعربية إن جميع الأعمال العسكرية في لبنان يجب أن تحظى بموافقة السلطات في طهران؛ في عام 2008، أحيت الجمهورية الإسلامية ذكرى مقتل زعيم حزب الله مؤخرًا. 
الأصولية والواقعية السياسية غير متوافقين دبلوماسياً. يُعتقد أن أكثر سمات الدبلوماسية وضوحًا هي المرونة. إن السبب وراء مواجهة الدبلوماسية الإيرانية للعديد من أوجه القصور وفقدانها العديد من الفرص التي وفرتها التطورات السياسية الدولية أو الإقليمية هو تركيز الدولة على القيم الأساسية وإهمال المصالح الوطنية. الأصولية دائما مصحوبة بالمثالية بينما الدبلوماسية تتماشى دائما مع الوقائع. لذلك من المستبعد نجاح نموذج الأصولية الواقعية في الساحة الدبلوماسية.
في غضون ذلك، تبنت الدول الغربية استراتيجيات مختلفة فيما يتعلق بالأصوليين. كانت مواقف هذه الدول مدفوعة بشكل أساسي بالجغرافيا السياسية وسوق النفط بدلاً من المنظور الديني. وفقا لالنائب السابق لرئيس مجلس الاستخبارات الوطني في وكالة المخابرات المركزية، «لم يكن لدى الولايات المتحدة مشكلة مع الإسلام أو حتى الأصولية الإسلامية على هذا النحو. [...] فأحد أقرب الحلفاء الأمريكيين في الشرق الأوسط هي المملكة العربية السعودية وهي دولة أصولية».
يعتقد مهدي نورباكش، الأستاذ في مركز الدراسات الدولية بجامعة سانت توماس في تكساس، أن التهديد المتصور للأصولية الإسلامية على السلام والأمن العالميين يستند إلى التفسير الخاطئ لدوافع سياسية وإيديولوجية للطبيعة الإصلاحية لالصحوة الإسلامية. أدى تصوير إيران كدولة إرهابية إسلامية راديكالية من قبل الولايات المتحدة إلى تقوية المتطرفين وإضعاف الجماعات الديمقراطية والإصلاحية في إيران. وبحسب البروفيسور نورباكش، فإن «نشر الديمقراطية وإدخال إصلاحات اجتماعية وسياسية في الشرق الأوسط، وخاصة في إيران، سيقوض الهيمنة الأمريكية على المنطقة».

## الفن والأدب الإسلامي
تم إغلاق الصحيفة اليمينية الأسبوعية «شلمشة» برئاسة مسعود دهناماكي، أحد أقوى المعارضين للرئيس خاتمي وسياساته، من قبل مجلس الإشراف على الصحافة في وزارة الثقافة والإرشاد الإسلامي، على الأرجح بسبب إهانة الراحل أو انتقاد آية الله العظمى الخمنئي الذي كان شعل منصب «ولاية الفقيه» قبل وفاته.
ربما كانت صحيفة كيهان اليومية هي الصحيفة الأكثر نفوذاً من قبل المحافظين الجدد خلال التسعينيات والعقد الأول من القرن الحادي والعشرين. حسين شريعتمداري ومحمد حسين صفار (الذي أصبح فيما بعد وزيرا للثقافة) كانا رئيسا التحرير والرئيسين المسؤولين للصحيفة. في عام 2006، التقى السفير البريطاني في طهران بحسين شريعتمداري وأقر بدور صحيفة كيهان في إيران والمنطقة.
لتعزيز الفن والأدب، أسس آية الله الخميني منظمة التنمية الإسلامية.
في عام 1991، راجع علي خامنئي هيكل التنظيم وخططه. تقتدي الخطة تعزيز الأفكار الدينية والأخلاقية من خلال الفن والأدب. وفقًا لوزير الثقافة، حسين صفر هرندي، فإن الأموال المخصصة للأنشطة القرآنية ستزداد بمقدار أربعة أضعاف في عام 2007. وأعلن أن «جميع الأنشطة الثقافية والفنية للحكومات التسعة يجب أن تتوافق مع القرآن العظيم».
في عام 1996، تبعا لفتوى علي خامنئي تفيد بأن تعليم الموسيقى يفسد عقول الأطفال، تم إغلاق العديد من مدارس الموسيقى وحظرت المؤسسات العامة تعليم الموسيقى للأطفال الذين تقل أعمارهم عن 16 عامًا (لكن التعليم الخصوصي استثني).  في عام 2010، قال خامنئي إنه في حين أن الموسيقى مسموح بها، فهي لا تتوافق مع قيم الجمهورية الإسلامية، وروج للعلم والرياضة كبدائل للموسيقى. يرى خامنئي ومؤيدوه أن«العدمية وفريق البيتلز» قد دمرتا الشباب الغربي.

## الاقتصاد الإسلامي الجديد
أعلن روح الله الخميني في أوائل ثورة 1979 أن ما يهم هو الإسلام وليس الاقتصاد، وقد استبعد مخاوف رئيس وزرائه الأول مهدي بازركان بشأن الاقتصاد من خلال الإشارة ببساطة إلى أن «الاقتصاد للحمير!»  لكن الخميني في مناسبات عديدة نصح أتباعه بالعدالة وإعطاء الأولوية لحقوق المحرومين والمضطهدين من أفراد المجتمع.
ظهر مفهوم «الاقتصاد الإسلامي» كقوس قزح في الأفق الثوري واختفى بعد فترة وجيزة من تبدد حرارة الثورة (نهاية الثمانينيات وبعد وفاة آية الله الخميني). اختفت من الخطاب السياسي الإيراني لمدة خمسة عشر عامًا. في الانتخابات الرئاسية التي جرت في يونيو 2005، لم ينطق المرشح الشعبوي الأصولي الفائز، محمود أحمدي نجاد، ولا أي من خصومه الإصلاحيين أو المحافظين، بكلمة واحدة عن الاقتصاد الإسلامي. لكن بعد تشكيل حكومة أحمدي نجاد، فتح فريقه من المحافظين الجدد الملف المغلق للاقتصاد الإسلامي. على سبيل المثال، قال نائب الرئيس بارفيز داوود في عام 2006:
«في المجال الاقتصادي، نحن ملزمون بواجب تنفيذ اقتصاد إسلامي وليس اقتصاد رأسمالي. [. . . ] إنها صورة خاطئة أن نعتقد أننا سنصنع معادلات واتجاهات تستند إلى تلك الموجودة في النظام الرأسمالي».
هيمن الصراع بين الفصائل حول سياسة الاقتصاد الإيراني في عهد آية الله الخميني من 1979 إلى 1989. كان الفصيلان الرئيسيان عبارة عن مجموعة إصلاحية فضلت سيطرة الدولة على الاقتصاد ومجموعة محافظة تفضل القطاع الخاص. زعم كلا الفصيلين حصولهما على دعم الخميني، ولكن بحلول عام 1987، كان من الواضح ميلان خامنئي إلى رأي الإصلاحيين لأنه كان يعتقد أن رأسمالية الدولة هي أفضل طريقة لدرء أي تهديد عن الإسلام. تركت وفاة الخميني في 3 يونيو 1989 الفصائل دون «مصدر شرعيتها». 

## الأصوليون وقضايا المرأة في الجمهورية الإسلامية
المدراء، بغض النظر عن جنسهم، يدعمون أسلوب حياة صارم للغاية للنساء في إيران. عارضت النساء في البرلمان الإيراني السابع مشروع قانون انضمام إيران إلى اتفاقية القضاء على جميع أشكال التمييز ضد المرأة (CEDAW)، والتي ناضلت من أجلها الإصلاحيات في البرلمان السادس بقوة. أظهرت النساء في البرلمان السابع اتجاهات يمينية محافظة، ما يميزهن عن نظرائهن في البرلمان السابق. في يوليو / تموز 2007، انتقد علي خامنئي نشطاء حقوق المرأة الإيرانية واتفاقية القضاء على جميع أشكال التمييز ضد المرأة : وقال خامنئي إن بعض الناشطات والرجال حاولو التلاعب بالشريعة الإسلامية لتلائم الاتفاقيات العالمية المرتبطة بالمرأة ". "هذا خطأ."  ومع ذلك، فهو يتفق مع إعادة تفسير الشريعة الإسلامية بطريقة تجعلها أكثر ملاءمة للمرأة - ولكن ليس باتباع الأعراف الغربية. أدلى خامنئي بهذه التعليقات بعد يومين من حكم القضاء الإيراني على الناشطة الإيرانية في مجال حقوق المرأة ديلارام علي بالسجن 34 شهرًا والجلد 10 جلدات.  يعمل القضاء الإيراني تحت مسؤولية المرشد الأعلى وهو مستقل عن الحكومة.
أيد الأصوليون قواعد اللباس التقليدية للمرأة الإيرانية بعد فترة وجيزة من ثورة 1979. منذ ذلك الحين، دأبت الشرطة الإيرانية تحت مسؤولية المرشد الأعلى على مهاجمة النساء اللواتي لا يلتزمن بقواعد اللباس. يعتبر محاربة هؤلاء النساء بمثابة «محاربة الفاسدين أخلاقياً». في عام 2007 شنت الشرطة حملة وطنية تم خلالها تحذير آلاف النساء واعتقال المئات. ويمكن أن يتعرض المخالفون لقواعد اللباس بالجلد والغرامات والسجن.  وأوضح سعيد مرتضوي، المدعي العام في طهران، ذلك عندما قال لصحيفة اعتماد: «هؤلاء النساء اللواتي يظهرن في الأماكن العامة كنماذج فاسدة يعرضن للخطر أمن وكرامة الشباب». ووافقه الرأي محمد تقي رهبار النائب الاصولي قائلا «الرجال يرون المتبرجات في الشوارع ويتجاهلون زوجاتهم في البيت. وهذا يضعف أركان الأسرة».
في أكتوبر 2002، طلب علي خامنئي من النساء الإيرانيات تجنب النسوية والتمييز على أساس الجنس في حملتهن من أجل حقوق أفضل للمرأة. وقال لمجموعة من البرلمانيات: «خلال عملكم في إثارة قضايا المرأة وحل مشاكلها، تجنبن أفكار النسوية والتمييز على أساس الجنس».
يعتقد علي خامنئي أن المرأة يجب أن تكون زوجات وأمهات. صرح المرشد الأعلى آية الله علي خامنئي علنًا: «القيمة الحقيقية للمرأة تقاس بمدى جعلها للبيئة الأسرية لزوجها وأطفالها مثل الجنة». في يوليو 1997 قال خامنئي إن فكرة مشاركة المرأة على قدم المساواة في المجتمع هي فكرة «سلبية وبدائية وطفولية».
يبرر علماء الأصولية القوانين الدينية المختلفة للرجال والنساء بالإشارة إلى الفروق البيولوجية والاجتماعية بين الرجل والمرأة. على سبيل المثال، فيما يتعلق بقانون الميراث الذي ينص على أن نصيب المرأة في الميراث هو نصف نصيب الرجل، يستشهد آية الله مكارم شيرازي بالإمام علي بن موسى الرضا، الذي يفسر: أنه في وقت الزواج يجب على الرجل أن يدفع شيئًا للمرأة، وأن الرجال مسؤولون عن زوجاتهم ونفقاتهم الخاصة ولكن المرأة غير مسئولة عن ذلك. ومع ذلك، تشكل النساء 27٪ من القوة العاملة الإيرانية، وتضاعفت النسبة المئوية لجميع الإيرانيات الناشطات اقتصاديًا من 6.1٪ في عام 1986 إلى 13.7٪ في عام 2000.
- تاريخ جمهورية إيران الإسلامية
- 1988: إعدام سجناء إيرانيين
- سينما ريكس فاير
- الثورة الثقافية الإيرانية 1980-1987
- الفكر الديني في إيران
- التقاليد الدينية في إيران
- الليبرالية في إيران
- الفرسنة